# Keep Yourself Alive
"Keep Yourself Alive" är den första sången på det brittiska rockbandet Queens debutalbum. Sången skrevs av bandets gitarrist Brian May. "Keep Yourself Alive" gavs ut som Queens första singel, med "Son And Daughter" som b-sida. Singeln kom inte in på några topplistor, men den bidrog till att etablera Queens stora fanskara i Japan.

## Sångskrivandet och inspelandet
Brian May skrev "Keep Yourself Alive" efter att Queen bildats, men före basisten John Deacon rekryterats till bandet (enligt Barry Mitchell, som spelade bas med gruppen i slutet av 1970). 1977, i samband med släppet av albumet News of the World, berättade May att han hade tänkt sångtexten som ironisk. Denna känsla ändrades dock totalt när Freddie Mercury sjöng dem. Den första versionen av "Keep Yourself Alive" spelades in under sommaren 1971 i De Lane Lea Studios. Låten producerades då av Louie Austin och introt spelades på Brian Mays akustiska Hairfred-gitarr. Denna demo är Mays favoritversion av låten. Senare, under 1972, spelade gruppen in flera versioner av låten i Trident Studios. En version som mixades av Mike Stone, som gruppen var någorlunda nöjda med, gavs ut som singel. Denna version innehar inte det akustiska introt.

## Utgivning och mottagande
EMI gav ut "Keep Yourself Alive" som singel i Storbritannien 6 juli 1973, en vecka innan gruppens debutalbum, Queen gavs ut. Drygt två månader senare, 9 oktober 1973 gav Elektra Records ut singeln i USA. Låten fick dock väldigt lite speltid på radio och lyckades varken ta sig in på den brittiska eller den amerikanska singellistan.

## Live
Kort efter att gruppen bildats började Queen spela "Keep Yourself Alive" live. Mercury sade att låten ”var ett väldigt bra sätt att visa folk vad Queen var för band under den tiden”. Gruppen spelade låten under nästan varje konsert upp till tidigt 1980-tal. Under gruppens turnéer 1980 och 1981 spelade gruppen ofta ett improvisations-jam innan låten och efter trumsolot spelade Taylor ett timpanisolo. Gruppen spelade låten igen för sista gången under The Works tour 1984 som en del i ett medley av gruppens äldre låtar.

## Medverkande
- Brian May – gitarr, kör
- Roger Taylor – trummor, kör
- Freddie Mercury – sång, tamburin
- John Deacon – bas